# Джинчарадзе Ісрафіл Кемалович
Ісрафіл Кемалович Джинчарадзе  (1916—1943) — молодший лейтенант Робітничо-селянської Червоної Армії, учасник німецько-радянської війни, Герой Радянського Союзу (1944).

## Біографія
Ісрафіл Джинчарадзе народився 13 (за новим стилем — 26) квітня 1916 року в селі Махинджаурі Батумської області (нині — селище в Хелвачаурському муніципалітеті Аджарії) в сім'ї селянина . Отримав середню освіту. У 1939 році Джинчарадзе мобілізований на службу в Робітничо-селянську Червону Армію. У 1941 році він закінчив Балашовську військову авіаційну школу. З 1943 року — на фронтах німецько-радянської війни. Брав участь у Курській битві, робив по кілька бойових вильотів в день.
До жовтня 1943 року молодший лейтенант Ісрафіл Джинчарадзе був старшим льотчиком 673-го штурмового авіаполку 266-ї штурмової авіадивізії 1-го штурмового авіакорпусу 5-ї повітряної армії Степового фронту. На той час він зробив 92 бойових вильотів, знищивши велику кількість живої сили і бойової техніки супротивника. 15 жовтня 1943 року Джинчарадзе при поверненні з бомбардування вогневих позицій противника був збитий і загинув. Похований в братській могилі в селі Правобережне Верхньодніпровського району Дніпропетровської області Української РСР.

## Пам'ять
Указом Президії Верховної Ради СРСР від 4 лютого 1944 року за «зразкове виконання бойових завдань командування на фронті боротьби з німецькими загарбниками і проявлені при цьому мужність і героїзм» молодший лейтенант Ісрафіл Джинчарадзе посмертно був удостоєний високого звання Героя Радянського Союзу. Також був нагороджений орденами Леніна, Вітчизняної війни 1-го ступеня, Червоної Зірки.
Бюст Джинчарадзе був встановлений в його рідному селі, там же в його честь названі школа, вулиця і площа. Також в його честь названа вулиця в Батумі і провулок у місті Дніпро.